# Paramunna pellucida
Paramunna pellucida is een pissebed uit de familie Paramunnidae. De wetenschappelijke naam van de soort is voor het eerst geldig gepubliceerd in 2003 door Brian Frederick Kensley.